# Alfred Barye
Alfred Barye "Le Fils" o Alf Barye (París, França, 21 de gener de 1839 – París, França, 1882) fou un escultor francès, de la Belle Époque, deixeble del seu pare, l'artista Antoine-Louis Barye. En col·laboració amb Émile-Coriolan Guillemin, Barye va fer l'obra d'art de "Cavaller àrab". A l'obra de Barye s'hi van incloure bronzes animalier i temes orientals. A petició del seu pare, va signar la seva obra com a "fils" per diferenciar la seva obra de la del seu pare.

## Primers anys de vida
Alfred Barye va néixer a París, França, el 21 de gener de 1839, fill d'Antoine-Louis Barye. Va aprendre el seu ofici d'escultor d'animals sota l'atenta mirada del seu pare, que va ser un dels primers pioners de l'escultura animalier a mitjans i finals del segle xix. El Barye més jove no sempre es portava bé amb el seu pare; hi va haver moments en què els dos no es parlaven perquè fins que no se'ls va ordenar que no ho fessin, Barye estava signant alguns dels seus bronzes com "A. Barye" cosa a la qual el Barye sènior es va oposar perquè va crear confusió sobre quin Barye, pare o fill, havia creat l'escultura.

## Carrera

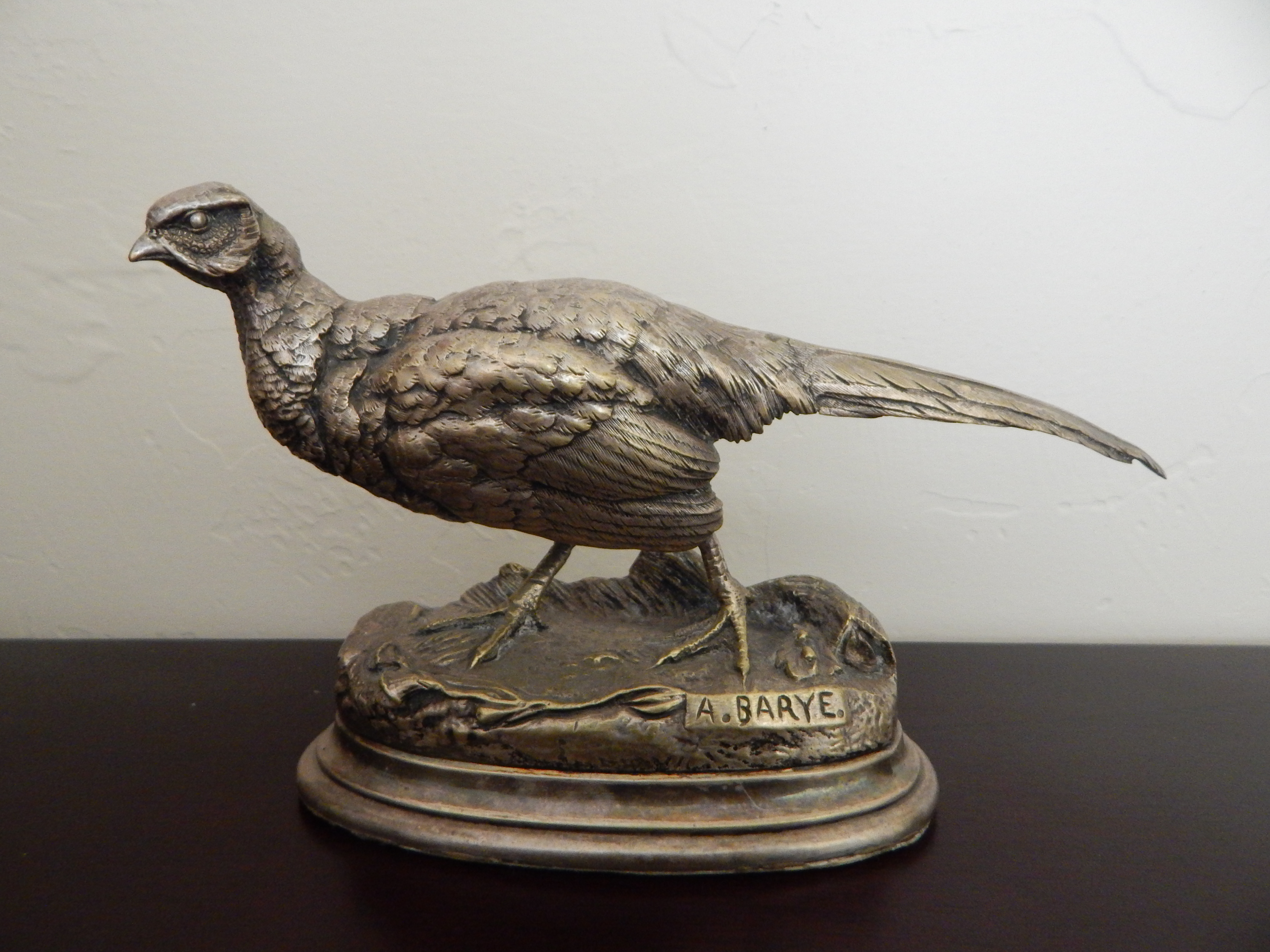
Una escultura de bronze platejat d'un faisà de Barye (c. 1875)

Es va especialitzar a l'escola animalier en la producció d'escultures en bronze. Encara que era un gran artista per dret propi, va lluitar per crear la seva pròpia identitat vivint a l'ombra del seu pare més famós. La gran majoria de les seves peces estan signades "A. Barye, fils" mentre que algunes estan marcades "Barye" o "A. Barye" la qual cosa va crear certa confusió, intencionada o no, amb les del seu pare. La majoria de les escultures que van sortir de la foneria de Barye eren peces de fosa de sorra en lloc de foses a la cera perduda. Alfred Barye utilitzava típicament pàtines de color marró mitjà, però de vegades hi afegia verd (un color famós pel seu pare) i tonalitats de color castany en el procés de patinatge. Qualsevol bronze de Barye, de pare o fill, generalment tindrà una pàtina exquisida. Antoine-Louis era particularment exigent amb les seves pàtines i no permetia que altres foneries les apliquessin, i preferia fer-ho ell mateix amb finalitats d'aspecte i control de qualitat. L'Alfred tampoc no deixaria que una escultura abandonés el seu taller sense una pàtina perfectament aplicada i visualment agradable.
Alfred Barye va fer una producció d'escultures de bronze i va centrar la seva atenció en els cavalls de carreres o els cavalls en moviment. Alguns dels seus bronzes coneguts són El cavaller guerrer àrab a cavall (1890–1910, fet a París, alçada 87). cm, amplada 61 cm, profunditat 30 cm, bronze).
Igual que el seu pare Antoine Louis, Alfred Barye es va convertir en l'escultor favorit de Ferdinand Philippe d'Orléans, i més tard en l'escultor quasi oficial de Napoleó III.
Va signar moltes de les seves obres escultòriques Barye o A. Barye, la mateixa signatura que va utilitzar el seu pare. Això causa tanta confusió avui com ho va fer durant la seva vida i molts dels models d'Alfred s'atribueixen erròniament i es venen com les obres del seu pare. Després de moltes discrepàncies familiars i davant la insistència del seu pare, va començar a signar la seva obra Alf. Barye, i més tard A. Barye Fils. S'ha suggerit, però mai no s'ha confirmat, que Alfred Barye va ser responsable d'uns quants repartiments de per vida no autoritzats de les obres del seu pare.

## Mort i llegat
Barye va morir a París el 1882. És conegut pel detall de precisió de les seves escultures de bronze, tal com es mostra a l'escultura del faisà (a la imatge de la dreta). Barye era conegut per la gran atenció als detalls dels seus bronzes. Va produir diverses escultures d'ocells així com figures de gènere. Va rebre els honors de "menció d'honor" al Saló de 1897 per l'obra Aide Fauconnier Indien, Retour de Chasse à la Gazelle. La presentació final d'Alfred Barye al Saló del Louvre va ser el 1882.

## Museu
Els seus temes més reeixits i nombrosos van ser els cavalls de carreres de l'època, però se sap que va modelar moltes obres a l'estil del seu pare així com un estil propi.
Els seus bronzes es troben ara a moltes col·leccions de museus:
- Museu del Louvre, París
- Museu d'Orsay, París
- Museu de Brooklyn, Nova York
- Fogg Museum, Harvard Art Museums, Cambridge, Massachusetts
- Busch–Reisinger Museum, Harvard Art Museums, Cambridge, Massachusetts
- Arthur M. Sackler Museum, Harvard Art Museums, Cambridge, Massachusetts
- Museu d'Art Modern de São Paulo, Brasil
- Museu d'Israel, Jerusalem, Israel

## Exposicions
Alfred Barye va fer diverses exposicions a París de 1864 a 1882.
- El Museu del Saló del Louvre , París, 1864-1882
- Saló de París els anys següents: El 1864 va exposar una escultura de bronze d'un cavall de carreres titulada Walter Scott. El 1865 va exposar diverses escultures de bronze de cavalls de carreres. El 1866 va exposar un bronze d'un cavall de carreres i jockey. El 1882 va exposar una figura de bronze d'un bufó italià
- El cavall de carreres Sir Walter Scott, 1865
- Bufó italià, 1882